# Villa San Secondo

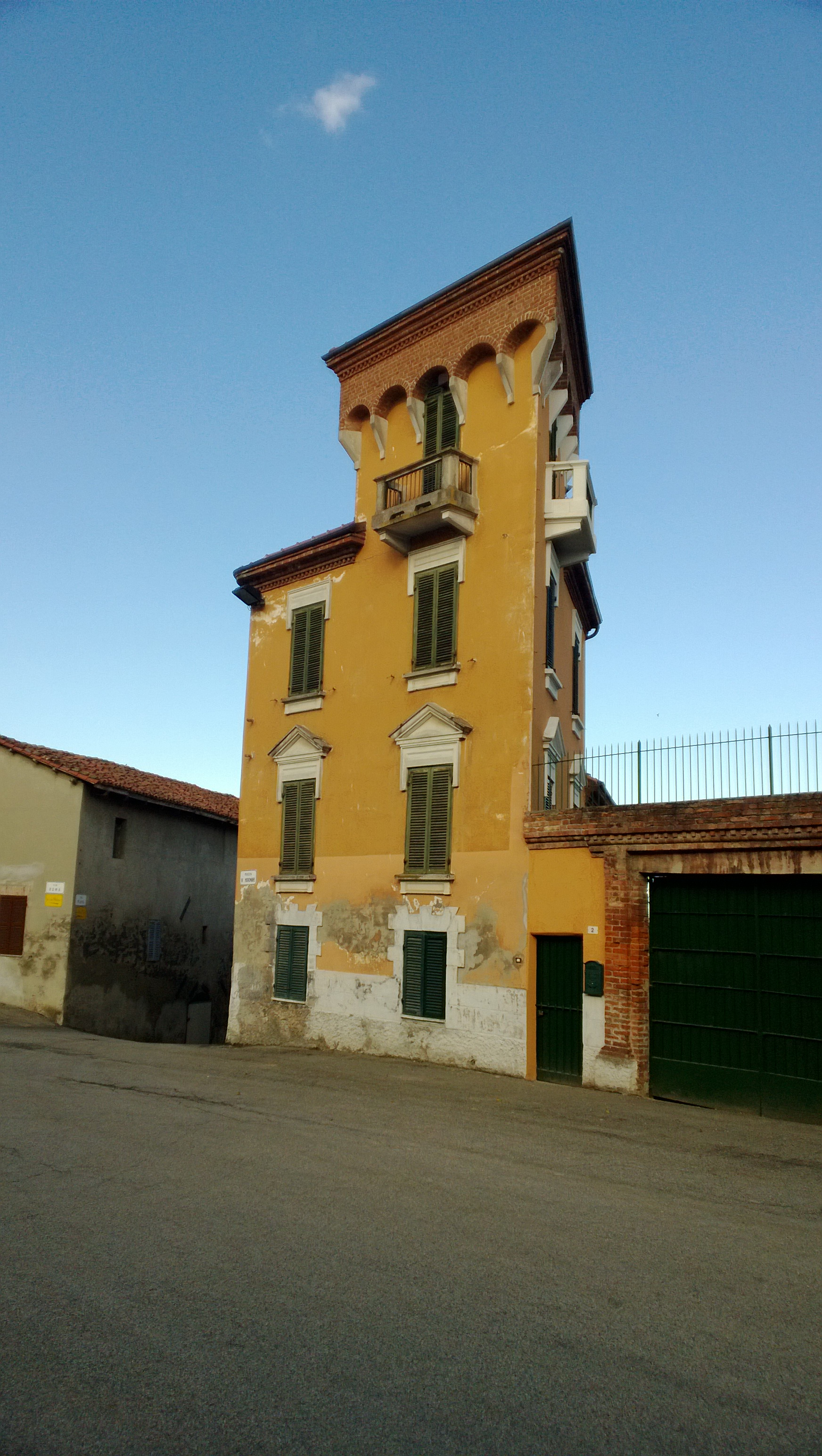
Gebäude der Gemeindeverwaltung

Villa San Secondo ist eine Gemeinde in der italienischen Provinz Asti (AT), Region Piemont.

## Lage und Einwohner
Villa San Secondo liegt rund 15 km nordwestlich von der Provinzhauptstadt Asti entfernt. Das Gemeindegebiet umfasst eine Fläche von sechs km² und hat 387 Einwohner (Stand 31. Dezember 2023). Die Gemeinde ist ein Teil der Comunità Collinare Val Rilate. 
Die Nachbargemeinden sind Castell’Alfero, Corsione, Cossombrato, Frinco, Montechiaro d’Asti, Montiglio Monferrato und Tonco.

## Kulinarische Spezialitäten
Bei Villa San Secondo werden Reben der Sorte Barbera für den Barbera d’Asti, einen Rotwein mit DOCG Status sowie für den Barbera del Monferrato angebaut.